# Det forkerte mord
Det forkerte mord er en dansk dokumentarfilm fra 2006, der er skrevet og instrueret af Lasse Spang Olsen og Mikael Hylin.

## Handling
Journalisten Mikael Hylin forsøger at finde sandheden om mordet på Oluf Palme. Hvem myrdede Sveriges statsminister den 28. februar 1986? Og hvorfor skulle Palme dø? Ved hjælp af arkivmateriale og interviews med centrale vidner fra mordnatten fortæller filmen en overraskende historie. To centrale personer fra det stockholmske narkomiljø antyder begge, at de ligger inde med viden om, hvad der i virkeligheden skete for 20 år siden. Men de vælger deres ord med omhu, for sandheden forbinder sig til en magtfuld person inden for narkomiljøet og sætter samtidig spørgsmålstegn ved politiets efterforskning. Gennem sin montage argumenterer filmen for teorien om, at Palme blot var den forkerte mand på det forkerte sted - og at den dødbringende kugle i virkeligheden var tiltænkt en helt anden.